# Iglesia de los Siete Apóstoles
La Iglesia de los Siete Apóstoles (en hebreo: כנסיית השליחים) es una iglesia ortodoxa griega situada en la orilla del Mar de Galilea, cerca de Cafarnaúm (Kfar Najum) en Israel.
La iglesia marca el sitio donde se ubicaba la antigua aldea de Cafarnaúm, que es un lugar importante en el cristianismo. El pueblo se menciona con frecuencia en los evangelios y fue el lugar de trabajo principal de Jesús durante su ministerio en Galilea. Se le conoce como la ciudad de Jesús y un lugar donde vivió. Se cree que estuvo en la sinagoga de Capernaum donde habría comenzado a predicar.
Esta iglesia está dedicada a los siete apóstoles, como se menciona en el Evangelio de Juan.